# 嘉模前地
嘉模前地（葡萄牙語：Largo do Carmo）在澳門氹仔舊城區和聖母灣之間高崗上的一處廣闊空地，在光復街、嘉模斜巷及嘉路士米耶馬路之間。前地四周有嘉模教堂、龍環葡韻住宅博物館等富有南歐色彩的建築物。

## 簡介
嘉模前地的嘉模聖母教堂建成於1885年，是氹仔島上唯一的天主教教堂，目的是為配合天主教在氹仔的傳播，以及嚮當地大主教徒提供宗教活動場所。教堂建成後，開始以其為核心周圍陸續出現其它公共教育建築，從而形成宗教與文教的氹仔舊城區格局。
前地的另一側建築物為民事登記局，主要進行婚姻登記。前身為氹仔議事公局學校，之後改為氹仔圖書館，但為了更好地利用資源，配合氹仔龍環葡韻住宅博物館及嘉模前地的整體發展，政府需收回現由文化局管轄的氹仔圖書館，決定圖書館於2004年12月24日星期五起閉館。閉館後改為民事登記局分站於2005年12月19日啟用，同時舉行了一場「百合婚禮」和百合花展。

## 沿途地點
- 龍環葡韻

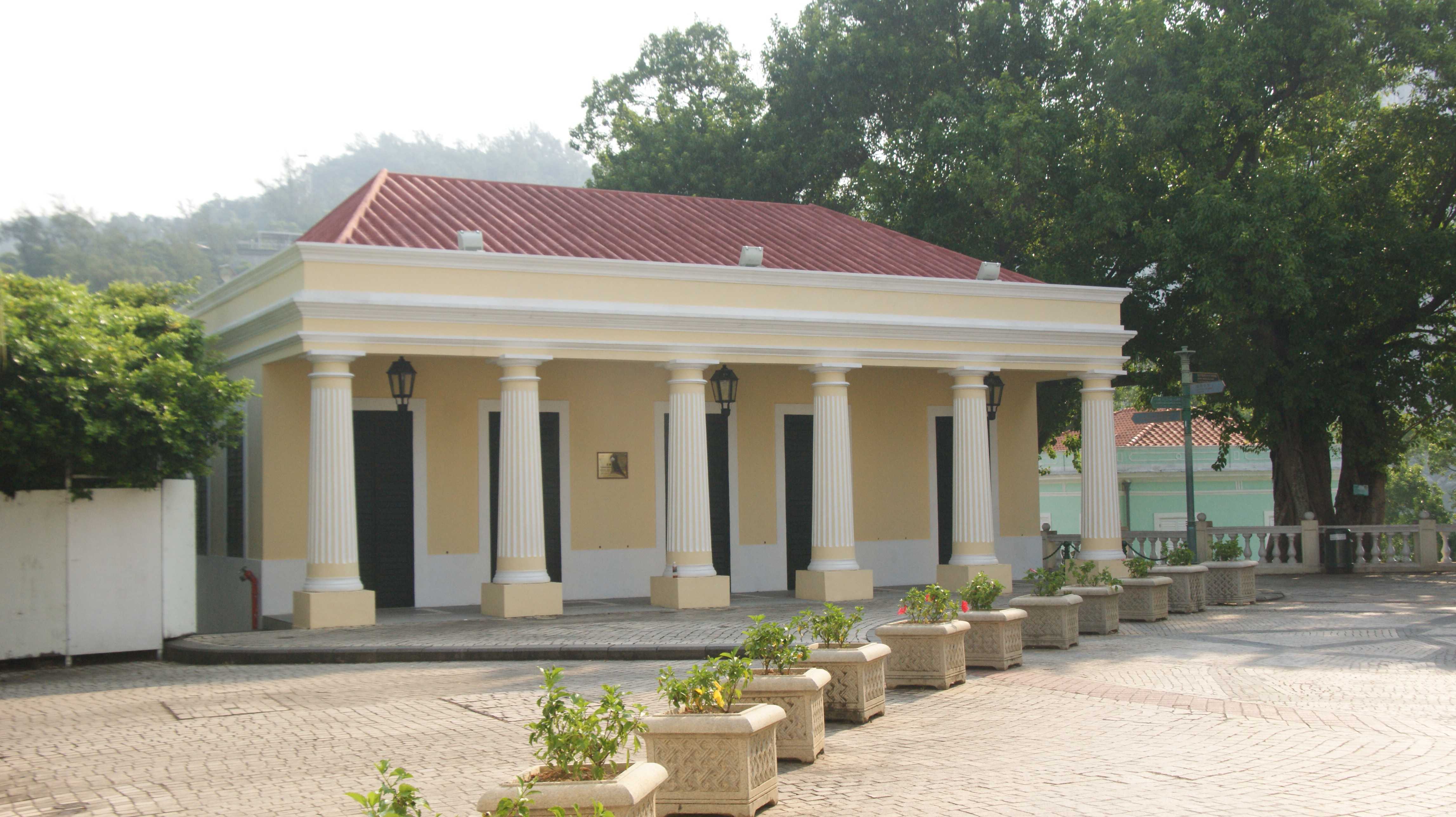
民事登記局
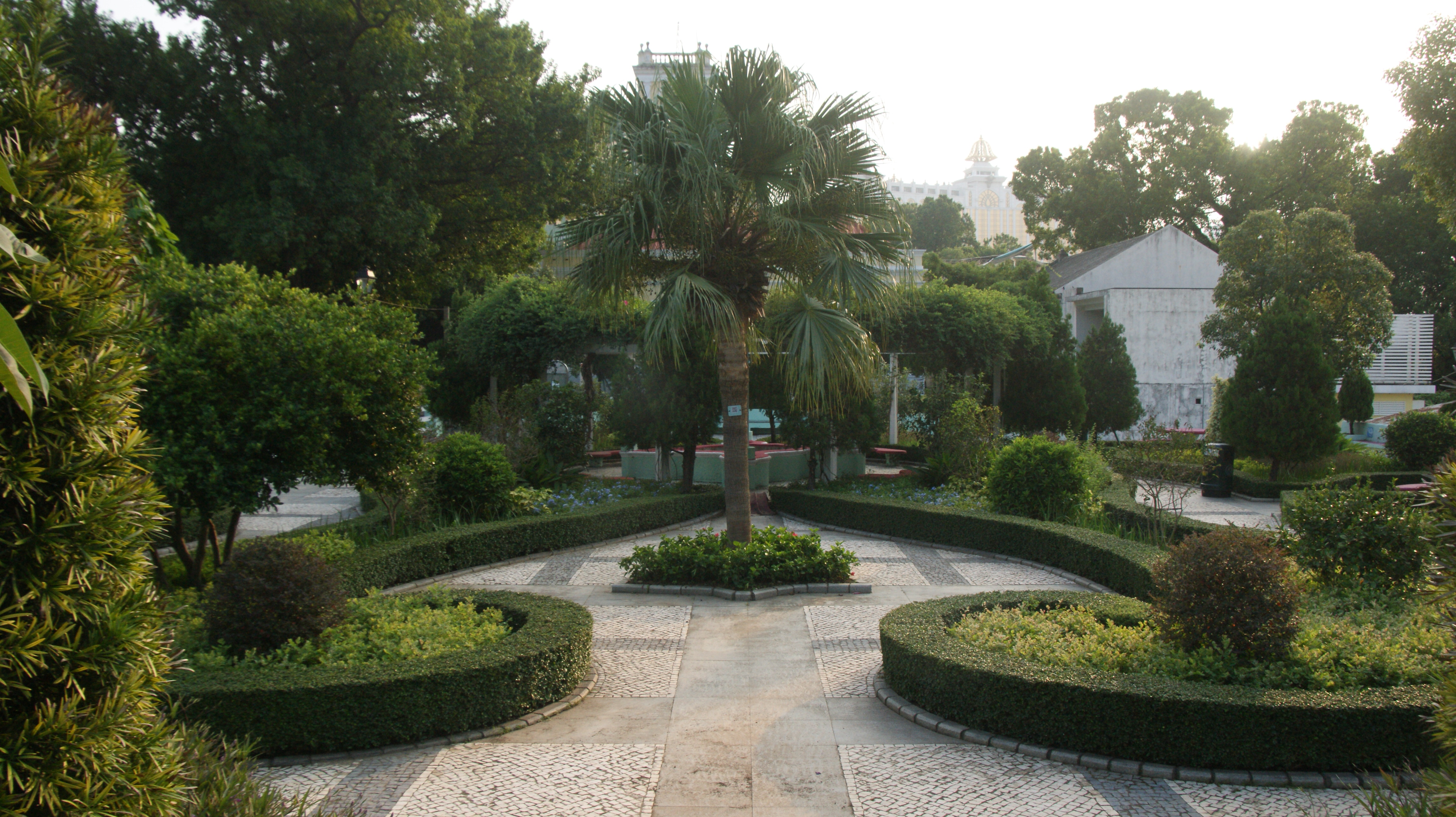
氹仔市政花園
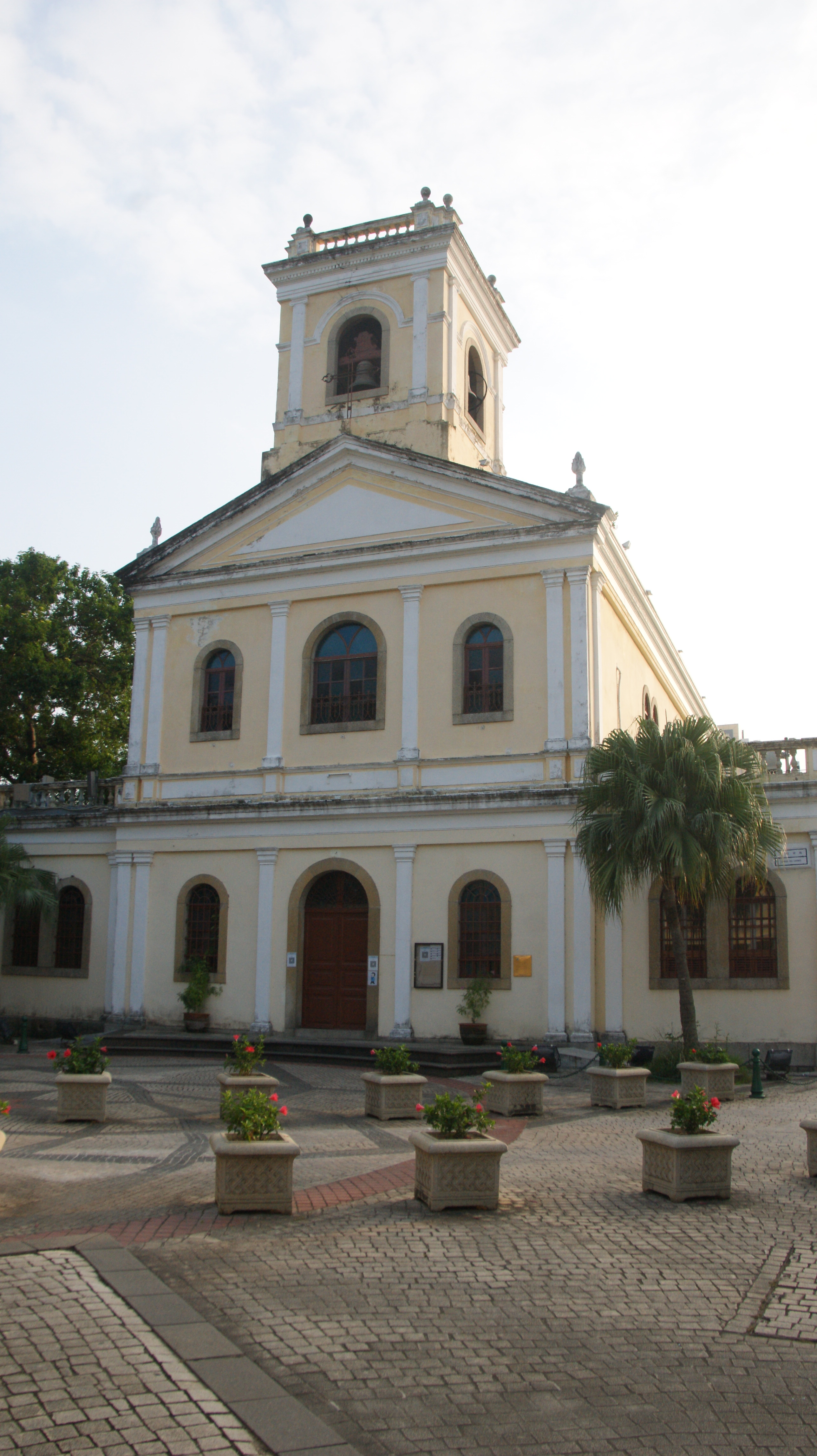
嘉模聖母堂

## 外部連結
- 氹仔舊城區 （页面存档备份，存于）